# Antonio Lotti

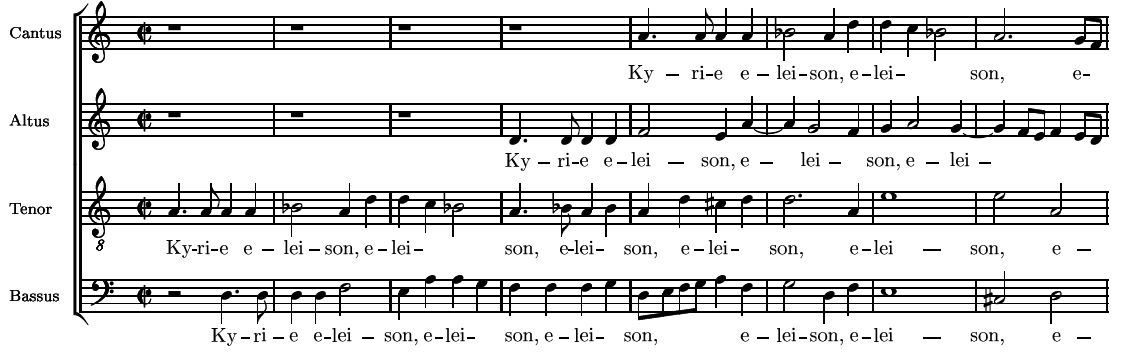
Gedeelte van het Kyrie uit de Missa brevis van Antonio Lotti

Antonio Lotti (Venetië, 5 januari 1667 - Venetië, 5 januari 1740) was organist en kapelmeester van de San Marco en de componist van 27 barokopera's.

## Biografie
Antonio Lotti was de zoon van Matteo Lotti, een kapelmeester aan het hof in Hannover. Als kind zong Lotti in het koor van de San Marco basiliek in Venetië, terwijl hij een muzikale opleiding kreeg bij Giovanni Legrenzi. Al op 16-jarige leeftijd debuteerde hij met de opera Il Giustino, die onder de naam van zijn leermeester werd opgevoerd. In 1692 werd hij aangesteld als tweede organist, in 1704 als eerste organist in de San Marco. Al snel werd hij bekend als componist van opera's, die tijdens het carnaval werden opgevoerd. Händel en Bach bestudeerden of kopieerden zorgvuldig zijn werken.
Toen de zoon van keurvorst van Saksen, de latere August III van Polen in 1717 Lotti's muziek hoorde, nodigde hij hem uit om naar Dresden te komen. Lotti was getrouwd met de jonge sopraan Santa Stella. Tussen 1717 en 1719 verbleven Lotti en zijn vrouw aan het hof en voerden drie opera's uit: Giove in Argo, 1717, Ascanio, 1718 en Teofane 1719.
Voor het huwelijk van de kroonprins Frederik August II met Maria Josepha werden alle drie de opera's binnen twee weken opgevoerd. Telemann, Johann Sebastian Bach, zijn zoon Wilhelm Friedemann Bach en Händel waren aanwezig bij de uitvoeringen. In Teofane gaat het om een Byzantijnse prinses, die in alleen in een vreemd land terechtkomt als zij aan Otto II wordt uitgehuwelijkt. (Het verhaal van Teofane gebaseerd op keizer Otto II en keizerin Theophanu is door Händel ingekort en gebruikt voor zijn opera Ottone.)
Na afloop van de feestelijkheden, waarvoor een speciale opera was gebouwd met 2.000 zitplaatsen, keerde Lotti - rijkelijk beloond - in zijn koets naar Venetië terug. De vier Italiaanse zangers, onder wie de castraat Senesino, werden enkele maanden later ontslagen. De opera beschikte niet over genoeg geld om de dure solisten te betalen. Lotti zegde de opera vaarwel en stortte zich op religieuze en kamermuziek.
In 1731 was Lotti betrokken in een schandaal, veroorzaakt door Giovanni Bononcini, die beweerde de componist van het vijfstemmige madrigaal In una siepe ombrosa te zijn. De bescheiden Lotti wist iedereen ervan te overtuigen dat het afkomstig was uit zijn Duetti, terzetti e madrigali, een verzameling van kleine composities uit 1705. Bononcini verliet enkele maanden later Londen.
Lotti werd in 1736 kapelmeester van de San Marco. Hij werd kort daarop ziek en stierf nog geen 4 jaar later, tamelijk welvarend. Zijn testament maakt melding van een gondel, koets en paarden. Zijn vrouw stierf twintig jaar later.

## Bron
- Spitz, C. (1917) Antonio Lotti in seiner Bedeutung als Opernkomponist.